# Harold H. Burton
Harold H. Burton (Boston, 1888. június 22. – Washington, 1964. október 28.) az Amerikai Egyesült Államok szenátora (Ohio, 1941–1945).